# Base de datos de la gestión de configuración

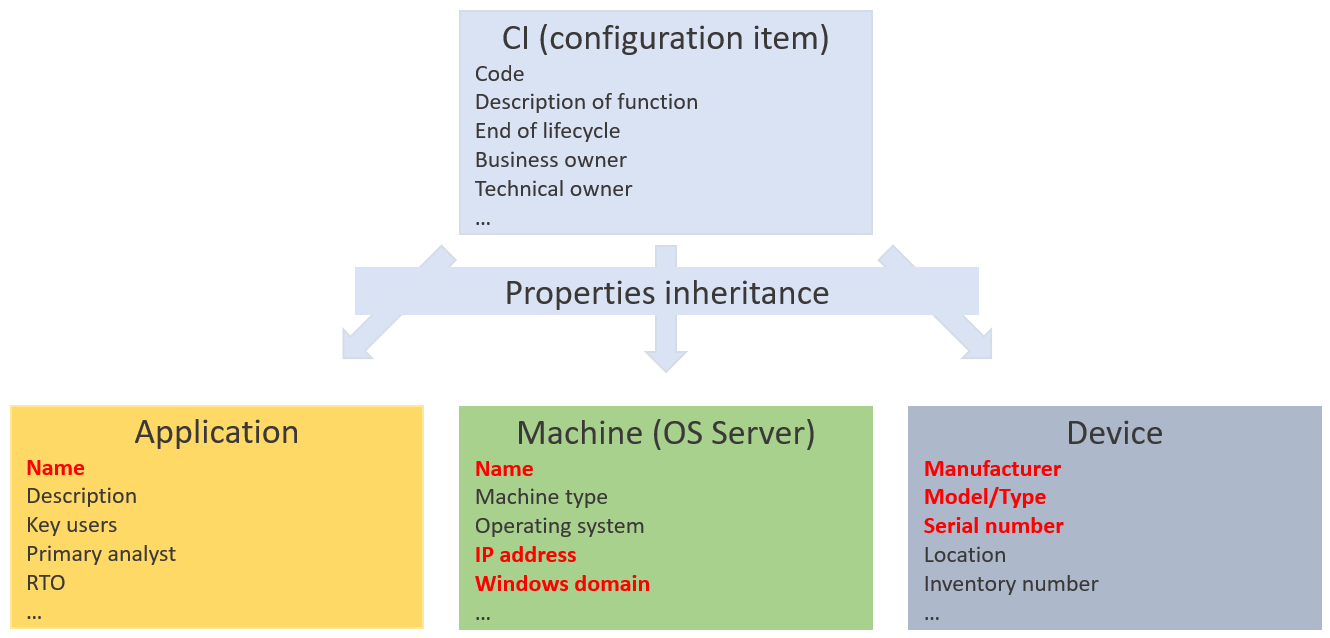
Identificar las propiedades de los elementos de configuración nos permite distinguir entre instancias particulares de ellos.

Una base de datos de la gestión de configuración (CMDB, por sus siglas en inglés) es una base de datos que contiene detalles relevantes de cada CI (ítem/elemento de configuración) y de la relación entre ellos, incluyendo el equipo físico, software y la relación entre incidencias, problemas, cambios y otros datos del servicio de TI. La CMDB es un repositorio de información donde se relacionan todos los componentes de un sistema de información, ya sean hardware, software, documentación, etc.

## Orígenes
Aunque los departamentos de IT han usado repositorios similares durante mucho tiempo, el término CMDB proviene de ITIL. En el contexto de ITIL, la CMDB representa la configuración autorizada de todos los elementos significativos del entorno IT. El propósito principal de la CMDB es ayudar a la organización a entender las relaciones entre todos estos componentes, y mantener el seguimiento de sus configuraciones. La CMDB es un componente fundamental del proceso de la gestión de la configuración de ITIL. Las implantaciones de la CMDB frecuentemente implican la integración con otros sistemas, como gestión de activos.

## Campos de aplicación
Sus usos son múltiples, por ejemplo, se puede utilizar un CMDB que exporte un inventario de equipos en formato JSON hacia el software Ansible para informar a cuál o cuales ordenadores serán reconfigurados, actualizados o reiniciados en sus valores por defecto.

## Componentes
Cada elemento almacenado en la CMDB es un CI, Configuration Item, para el cual se guarda información sobre sus atributos y relaciones. Un factor clave de éxito en las implantaciones de CMDB son sus capacidades de autodescubrimiento de activos y sus cambios.